# SWIZA
SWIZA – szwajcarskie przedsiębiorstwo zajmujące się produkcją zegarków naręcznych, scyzoryków, walizek, toreb podróżnych i plecaków. Logo marki od 1904 roku stanowi biały krzyż na czerwonym tle, charakterystyczny dla szwajcarskich producentów. Firma posiada swoje oddziały w wielu krajach na świecie, w tym w Polsce.

## Działalność
SWIZA rozpoczęła swoją działalność od produkcji zegarów stołowych z jednodniowym naciągiem. Po latach do produkcji dołączają także zegarki na rękę, a także torby, walizki i plecaki podróżne oraz odświeżony model scyzoryka z wytrzymałego stopu metalu.
SWIZA od 2015 roku rozwija się pod kierownictwem Petera Huga i Floriana Lachata, którzy do asortymentu firmy dodali walizki, torby i plecaki podróżne.

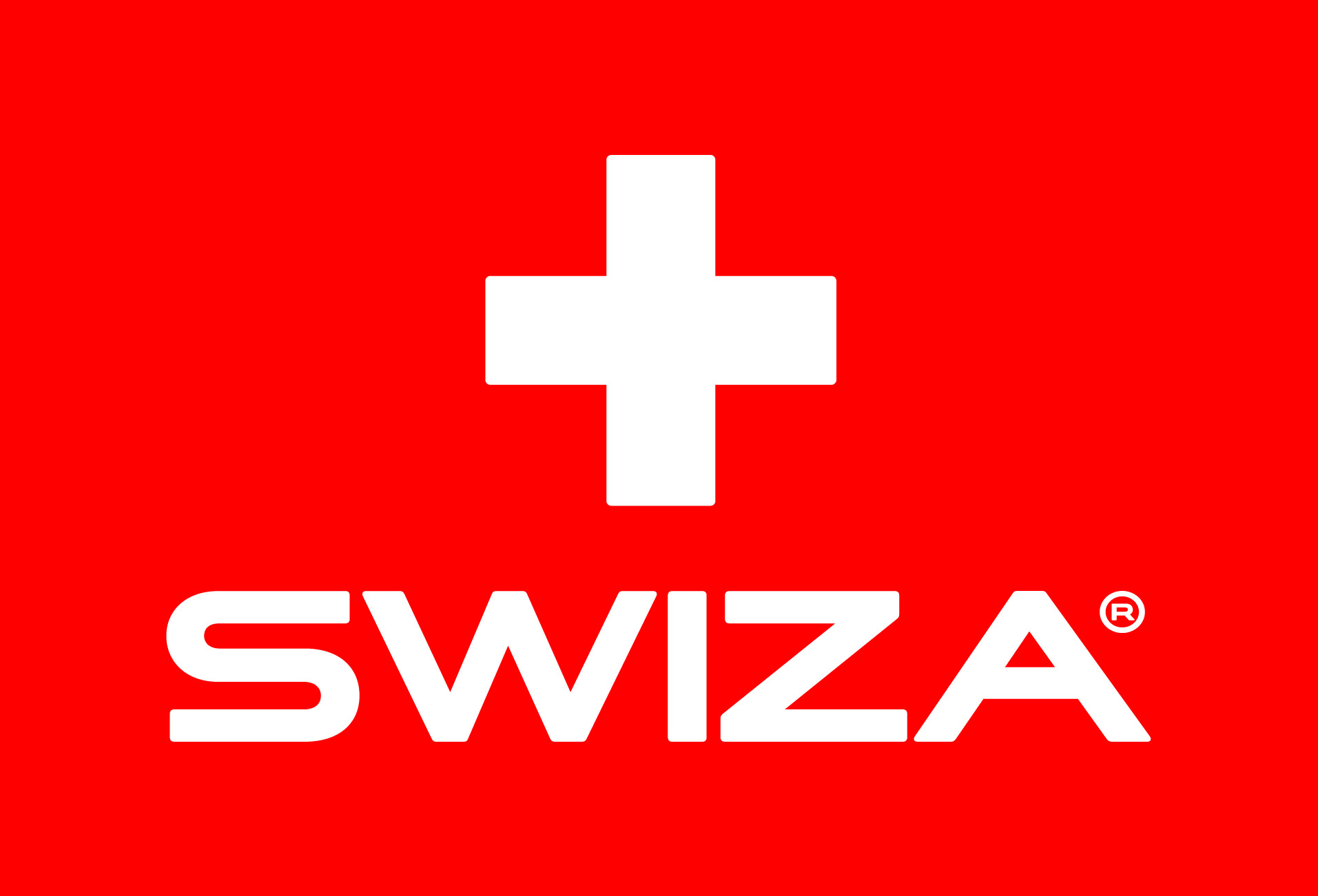
Logo SWIZA

## Historia[1]
Historia marki SWIZA sięga roku 1904, kiedy to w samym sercu Bermeńskiej Jury, w miejscowości Moutier powstała fabryka specjalizując się w produkcji zegarów oraz części i mechanizmów zegarowych, w tym do budzików z 1-dniowym naciągiem. Założycielami fabryki był Louis Schwab.
W roku 1918 wyprodukowany został budzik Levtoi, którego popularność na świecie przyczyniła się do wzrostu rozpoznawalności i uznania dla zegarków z fabryki Schwaba.
Po śmierci Louisa w 1935 roku, zarządzanie firmą przejęli synowie: Pierre, Samuel i Willy, oficjalnie rejestrując działalność marki SWIZA.
Kolejne lata pracy nad technologią zegarową zaowocowały w 1959 roku powstaniem pierwszego na świecie zegara z mechanizmem 15-kamiennym oraz 8-dniowym naciągiem. Rozwój marki i rozpoznawalność na arenie międzynarodowej spowodował przeniesienie siedziby firmy w 1965 roku do Delémont i otwarcie nowej fabryki SWIZA.
Lata 70. XX wieku przyniosły marce pierwszą nagrodę (Gold Mercury European Award) w 1972, która była zwieńczeniem uznania jakim darzono budziki i ilość sprzedawanych na świecie egzemplarzy. W 1976 roku SWIZA zaczęła wykorzystywać w swoich budzikach mechanizm kwarcowy, a w 1979 roku prowadzenie firmy przejęło trzecie już pokolenie Schwabów. Wnukowie Louisa wprowadzili na rynek mechanizm liniowy, zwany także bagietkowym, który wyróżniał się 19 kamieniami i 8-dniowym naciągiem. W roku 1984 SWIZA rozpoczęła produkcję własnych mechanizmów kwarcowych, które po dziś dzień używane są w zegarach tej marki.
Przełom XX i XXI wieku, a właściwie ostatnie 15 lat (1985-2000) stanowiły pomyślny okres w życiu firmy. Wraz z rozwojem marki i oferty, pojawiały się także nowe rozwiązania technologiczne, a zatrudnienie w firmie wynosiło ponad 300 osób, produkujących ponad 30 tysięcy zegarów rocznie. W roku 1991 SWIZA wyodrębniła nową markę, której specjalizacją były zegarki podróżne (Matthew Norman Swiss Made Mechanical Clocks).
W 2006 roku rodzina Schwabów oficjalnie oddała prawa własności nad firmą, po raz pierwszy w historii marki oddając ją w ręce osób spoza rodziny. W 2008 roku SWIZĘ przejęła spółka „L’Epée 1839” zajmująca się produkcją zegarów stołowych. Rok później spółka SWIZA została wykupiona przez szwajcarską grupę udziałową Mecap, która wprowadziła na rynek nową linię luksusowych produktów. W roku 2014 przedsiębiorstwo świętuje swoje 110 urodziny stając się największym producentem zegarów stołowych na świecie i których kolekcje zasilają sprzedaż trzech innych marek i wielu prestiżowych firm.
Rok 2015 to otwarcie nowej karty historii marki SWIZA, która rozpoczyna się od otwarcia największych światowych targów zegarkowych Baselworld. Przedsiębiorstwo rozpoczyna produkcję wysokiej klasy zegarków na rękę. W 2015 roku odświeżony zostaje również model szwajcarskiego scyzoryka, który po dziesięcioleciach powraca jako szwajcarski produkt eksportowy na cały świat, a jego produkcja ulokowana jest w szwajcarskiej Jurze.